# گسل طالقان
گسل طالقان یکی از گسل‌های البرز مرکزی می‌باشد. این گسل به طول ۷۰ کیلومتر در ضلع جنوبی دره طالقان قرار دارد. شیب این گسل به صورت شمال به جنوب است.
سازوکار این گسل فشاری و چپ گرد است.

## لرزه خیزی
این گسل مسبب زمین لرزه‌های ۱۴۲۸ ,۱۶۰۸ ,۱۸۰۸ و ۱۹۶۶ میلادی طالقان بوده‌است که همگی شدت بالایی داشتند. این گسل توانایی لرزه خیزی تا ۷٫۷ ریشتر را داراست.